# Boris Levine
Boris Mikhaïlovitch Levine (Бори́с Миха́йлович Ле́вин), né en 1899 et mort en 1940, est un écrivain soviétique, scénariste et journaliste. Il est rattaché au courant du « réalisme socialiste ».

## Biographie
Boris Levine naît le 24 décembre 1898/5 janvier 1899 dans le village de Zagorodno de l'ouïezd d'Orcha (dans le gouvernement de Moguilev; aujourd'hui dans l'oblast de Vitebsk) au sein d'une famille juive. Il s'enfuit de sa famille alors qu'il n'a pas encore fini ses études au lycée pendant la Première Guerre mondiale. Il est bombardier à Smorgon. Au début de la guerre civile russe, il s'engage dans l'Armée rouge en tant que commissaire de division. En 1918, il combat au 3e bataillon du 299e régiment de fusiliers de la XIe armée, participant aux combats de Ganiouchkino et de Safonovka; en 1919, il est dans la 3e division de cavalerie de montagne et il combat contre les blancs à Tcherny Yar et participe à la prise de Tsaritsyne. En 1920, il est au 2e régiment de la brigade de cavalerie de Tamansk et va jusqu'à Bakou. Il attrape la malaria, et après un séjour à l'hôpital il reprend les armes au sein de la IXe armée sur le front Ouest, puis en Asie centrale.
Levine est démobilisé en 1922. Il devient journaliste et se lance dans la littérature. Il travaille pour le journal Izvestia (1927-1932) et ensuite travaille pour la rubrique littéraire de la Pravda. Il est secrétaire de rédaction et rédacteur des pages littéraires de la revue Tchoudak. Il est diplômé de la faculté de physique et de mathématiques de l'université de Moscou en 1930. Il s'inscrit au PCUS en 1934.
En 1939, il est correspondant spécial pour le journal L'Étoile rouge et accompagne les troupes lors de la prise par l'Armée rouge de la Biélorussie occidentale contre la Pologne, puis il est correspondant de guerre dans la guerre d'Hiver contre la Finlande, future alliée du Troisième Reich. Il est tué le 6 janvier 1940 au cours d'une bataille auprès du village de Suomussalmi avec son collègue de la Pravda, Sergueï Dikovski.
Il est l'auteur de «Жили два товарища» [Il était une fois deux camarades] (1931), du roman «Юноша» [Le Jeune Homme] (1932-1933), qui sont vivement critiqués par l'Association russe des écrivains prolétariens (RAPP).

## Famille
Il épouse en premières noces (1923-1931) Eva Rosenholz, peintre, sœur du commissaire du peuple du commerce extérieur, Arkady Rosengolts. Ils ont une fille, Elena, née en 1929 et devenue historienne de l'art. Il épouse en secondes noces la femme de lettres Valeria Guerassimova dont il a une fille, Anna, peintre et mère de l'écrivain Sergueï Chargounov.

## Distinctions
- Ordre de l'Insigne d'honneur (31 janvier 1939)

## Appréciation
« Levine décrit le sort des membres compétents du Komsomol et des membres du parti qui sont jetés d'un côté à l'autre par les oscillations de la ligne du parti. Il évite toute simplification associée aux notions stéréotypées d'amitié-inimitié et tente de comprendre les difficultés de ceux qui cherchent à ne pas suivre le courant. La liberté de composition est inhérente au roman de Levine Le Jeune Homme, qui introduit le lecteur dans le monde des gens de l'art, loin des idéaux socialistes prolétariens, et au centre duquel se trouve un héros négatif. Levine écrit avec parcimonie, se réfère directement à l'action, la saturant d'événements et pas seulement au point culminant de l'intrigue. »

## Quelques œuvres
- Ревматизм [Rhumatisme], nouvelle, 1929[6];
- Жили два товарища [Il était une fois deux camarades], nouvelle, 1931;
- Юноша [Le Jeune Homme], roman, 1933, 2e éd. 1934, 1957, 3e éd. 1935, 1988
- Доктор [Le Docteur], in Красная новь, 1934, n° 9
- Одна радость [Une seule joie], nouvelle, 1935[6];
- Голубые конверты [Les Enveloppes bleues], 1935;
- Родина [La Patrie], pièce de théâtre, 1939;

## Filmographie
- 1933: Одна радость Une seule joie